# Textile (langage)
 (juin 2020).
Si vous disposez d'ouvrages ou d'articles de référence ou si vous connaissez des sites web de qualité traitant du thème abordé ici, merci de compléter l'article en donnant les références utiles à sa vérifiabilité et en les liant à la section « Notes et références ».
Textile est un langage de balisage léger développé à l'origine par Dean Allen et distribué sous licence GNU. Il permet de créer du XHTML valide à partir de son langage de balisage. Il permet aussi d'échapper les caractères spéciaux comme les apostrophes.
Originellement pour PHP, il a été implémenté dans d'autres langages de programmation tels que Ruby ou Python.
Textile est disponible, sous forme de plugin, dans de nombreux CMS.
La version 2.0 beta est sortie en 2004, la version 2.0 en 2006. La version 3.7.6 de PHP-Textile a été publiée en janvier 2020.

## Exemples de syntaxe Textile
Ceci n'est pas une liste exhaustive de la grammaire Textile. Pour une liste complète, consulter les liens externes.
Texte en gras / italique :
```
_italique_

*bold*
```

Listes :
```
* Premier élément d'une liste à puces
* Deuxième élément
** Deuxième niveau
** Encore un deuxième niveau
*** Troisième niveau
```

```
# Premier élément d'une liste numérotée
# Deuxième élément
## Deuxième niveau
```

Tableaux (un | doit être présent au début et à la fin de chaque ligne / colonne) :
```
|_. Titre |_. Titre |_. Titre |
| Cellule 1 | Cellule 2 | Cellule 3 |
| Cellule 1 | Cellule 2 | Cellule 3 |
```

Code :
```
@code@
```

Titres: (Une ligne vide est nécessaire après chaque titre)
```
h1(#id). Titre de niveau 1
```

```
h2. Titre de niveau 2
```

```
h3. Titre de niveau 3
```

```
h4. Titre de niveau 4
```

```
h5. Titre de niveau 5
```

```
h6. Titre de niveau 6
```

Liens :
```
"Texte du lien(Description du site)":adresse_lien
```

Images :
```
!adresse_image!
```